# 棕色树形杜鹃
棕色树形杜鹃（学名：Rhododendron arboreum var. cinnamomeum）为杜鹃花科杜鹃花属下的一个变种。

## 扩展阅读
- 維基物種上的相關：棕色树形杜鹃